# Centrolobium yavizanum
Centrolobium yavizanum là loài rau đậu thuộc họ Fabaceae.
Nó được tìm thấy ở Colombia và Panama.
Nó bị đe dọa do mất môi trường sống.